# 上格拉比夫尼齊亞

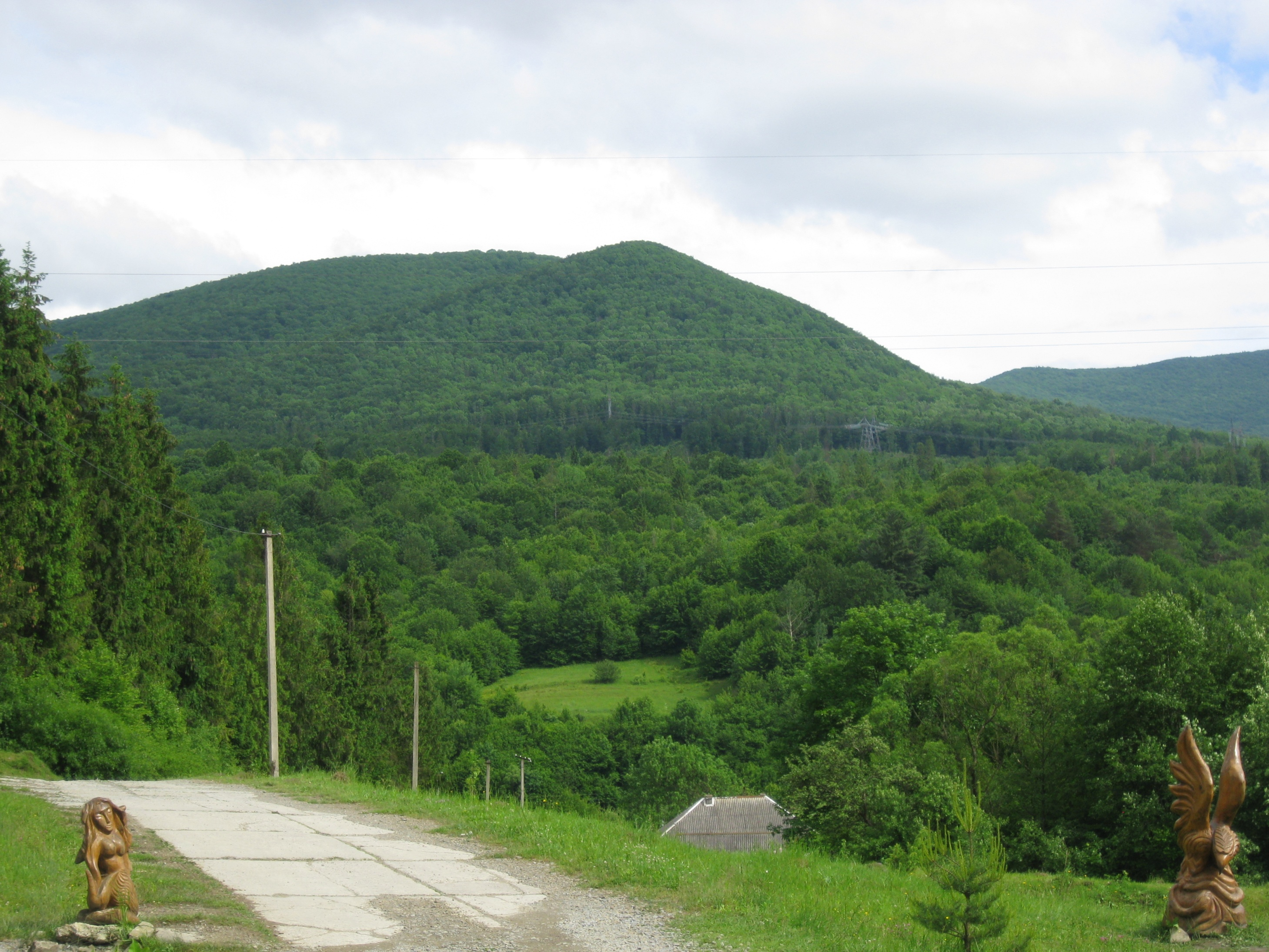

上格拉比夫尼齊亞（烏克蘭語：Верхня Грабівниця），是烏克蘭西部的村莊，隸屬外喀爾巴阡州的穆卡切沃區。該村始建於1543年，面積1.05平方公里，海拔高度419米，2001年人口422，人口密度每平方公里403.44人。
48°43′31″N 22°58′59″E / 48.72528°N 22.98306°E